# Christine Hennion
Pour les articles homonymes, voir Hennion.
Christine Hennion, née le 23 août 1955 à Roubaix, est une femme politique française, députée des Hauts-de-Seine de juin 2017 à juin 2022.

## Biographie
Christine Hennion est née à Roubaix. Elle effectue des études scientifiques (physique-chimie) à l’université de Lille avec une maitrise en 1977. Elle poursuit des études également à San Francisco.
Elle travaille ensuite chez TDK, puis chez Alcatel-Lucent, en France et aux Etats-Unis. Elle est également adhérente du Modem pendant une dizaine d'années. Elle quitte son emploi de salariée en 2012, dans le cadre d'un plan social,
Alors à la retraite, elle reprend des études, sur la protection des données personnelles, et, à la suite de cette formation, conseille des start-up et d'autres sociétés, mais aussi, à titre bénévole, des associations. En avril 2016, elle rejoint le mouvement En marche ! lancé par Emmanuel Macron. Elle est investie par ce mouvement pour les élections législatives de 2017, dans la troisième circonscription des Hauts-de-Seine (Courbevoie, Bois-Colombes, La Garenne-Colombes, etc.), et est élue,,.
Elle est élue députée des Hauts-de-Seine en 2017, dans cette circonscription (comprenant notamment Courbevoie, Bois-Colombes, La Garenne-Colombes) sous les couleurs de La République en marche. Sa circonscription s'étend jusqu'au quartier d'affaires de La Défense. 
Elle est rapporteure pour information, au nom de la commission des Affaires européennes, sur le projet de loi relatif aux données personnelles, et rapporteure pour avis sur la proposition de loi relative au secret des affaires.
En octobre 2018, elle est nommée première vice-présidente de la commission supérieure du Numérique et des Postes.
En juin 2020, elle est élue conseillère municipale de Courbevoie sur la liste d'Aurélie Taquillain, battue par celle du maire sortant, Jacques Kossowski.